# Zacht zompmos
Zacht zompmos (Drepanocladus simplicissimus) is een soort uit de pluisdraadmosfamilie (Amblystegiaceae).

## Kenmerken
Zacht zompmos sikkelt van top tot voet.

## Verspreiding
In Nederland is zacht zompmos zeldzaam.